# 喀拜爾縣 (西維吉尼亞州)
喀拜爾縣（英語：Cabell County）是美国西維吉尼亞州西部的一個縣，西、北隔俄亥俄河與俄亥俄州相望，面积746平方公里；其中729平方公里为陆地，17平方公里（2.23%）为水域。根據2020年美國人口普查，共有人口94,350人。縣治亨廷頓（Huntington）。該縣成立於1809年1月2日，縣名紀念曾任維珍尼亞州州長的威廉·H·喀拜爾（William Henry Cabell）。